# آلفين هاريسون
آلفين هاريسون (بالإنجليزية: Alvin Harrison)‏ هو عداء سريع أمريكي، ولد في 20 يناير 1974 في أورلاندو في الولايات المتحدة.

## وصلات خارجية
- آلفين هاريسون على موقع الاتحاد الدولي لألعاب القوى (الإنجليزية)
- آلفين هاريسون على موقع اللجنة الأولمبية الدولية (الإنجليزية)
- آلفين هاريسون على موقع أوليمبيديا (الإنجليزية)